# Emil Dimitriev
Pour les articles homonymes, voir Dimitriev.
Emil Dimitriev (en macédonien : Емил Димитриев), né le 19 mars 1979 à Probištip, est un homme d'État macédonien.

## Biographie
Secrétaire général de l'Organisation révolutionnaire macédonienne intérieure - Parti démocratique pour l'Unité nationale macédonienne (VMRO-DPMNE), il devient président du gouvernement le 19 janvier 2016 après la démission de Nikola Gruevski. Il est remplacé par Zoran Zaev le 31 mai 2017.